# Підкіпка довгохвоста
Підкіпка довгохвоста (Uratelornis chimaera) — вид сиворакшоподібних птахів родини підкіпкових (Brachypteraciidae).

## Поширення
Ендемік Мадагаскару. Мешкає на південному заході острова між річками Фіхеренана і Мангокі. Ареал виду простягається смугою завдовжки 200 км та завширшки 30—60 км. Площа ареалу — 10 500 км². Загальна чисельність виду оцінюється у 20 тис. птахів.

## Опис
Від інших підкіпкових відрізняється стрункішим тілом та довгим хвостом. Тіло завдовжки до 27 см, хвіст сягає 20—25 см. Верхня частина тіла коричнева з темними та світлими смугами. Вузька надбрівна смуга біла. Також біла смуга тягнеться від основи дзьоба по боках шиї. Горло біле. Груди коричневі. Крила блакитні з чорними та білими криючими. Хвіст сірий з 15—20 коричневими поперечними смугами та блакитними кермовими пір'ями. Черево світло-сіре. Самиці відрізняються від самців меншими розмірами та меншим хвостом, який вони втрачають повністю під час гніздування.

## Спосіб життя
Мешкає у просторих ксерофітних лісах та рідколіссях, у заростях чагарників. Наземний птах. Літає неохоче. Зрідка може шукати притулок на гілках дерев або чагарників. Живиться комахами та дрібними хребетними. Сезон розмноження збігається з сезоном дощів, який триває з жовтня по січень. Утворюють моногамні пари. Гніздо будують у норі завглибшки 80—120 см, яку обидва партнери викопують у піщаному ґрунті. Діаметр нори 8 см. На її дні розташовується гніздова камера діаметром 20 см. У кладці 2, рідше 3—4, білих яйця.